# Захарчук Сергій Григорійович
Сергій Григорійович Захарчук (29 червня 1984 року н.р., м. Острог Рівненської області) — український спортсмен, депутат міської ради. Майстер спорту України з силового триборства. Бронзовий призер Чемпіонату світу (2010 р.) за версією IPA. Багаторазовий переможець всеукраїнських та міжнародних турнірів та чемпіонатів. Член збірної команди України (2009—2011 рр.) Нагороджений званням «Гордість Рівненщини — 2011».